# SS Napoli
SS Napoli – włoski klub piłkarski, mający swoją siedzibę w mieście Neapol, na południu kraju.

## Historia
Chronologia nazw:
- 1907: Società Sportiva Napoli
- 1911: klub rozwiązano
- 1914: Società Sportiva Napoli
- 1915: klub rozwiązano

Klub Società Sportiva Napoli został założony w Neapolu w grudniu 1907 roku z inicjatywy braci Eugenio i Gennaro Matacena. W 1908 zespół startował w Terza Categoria, gdzie dotarł do finału grupy Campania. W kolejnych sezonach brał udział w  Terza Categoria Campania. W 1911 klub został rozwiązany.
W 1914 klub został reaktywowany o tej samej nazwie. W sezonie 1914/15 debiutował Promozione, gdzie zajął ostatnie trzecie miejsce w Promozione Campana. Jednak przed rozpoczęciem następnego sezonu klub został rozwiązany.

## Sukcesy

### Trofea międzynarodowe
Nie uczestniczył w rozgrywkach europejskich (stan na 31-12-2017).

### Trofea krajowe
| \| \| Zdobyte trofea w rozgrywkach Włoch (stan na: 31-05-2017) \| |                                                          |      |                          |
| Rozgrywki                                                         | Osiągnięcie                                              | Razy | Sezon(y)                 |
| · Mistrzostwo                                                     | I miejsce                                                | 0    |                          |
| · Mistrzostwo                                                     | II miejsce                                               | 0    |                          |
| · Mistrzostwo                                                     | III miejsce                                              | 0    |                          |
| · Puchar                                                          | zdobywca                                                 | 0    |                          |
| · Puchar                                                          | finalista                                                | 0    |                          |
| II liga                                                           | I miejsce                                                | 0    |                          |
| II liga                                                           | II miejsce                                               | 0    |                          |
| II liga                                                           | III miejsce                                              | 1    | 1914/15 (grupa Campania) |
| Włochy                                                            | Zdobyte trofea w rozgrywkach Włoch (stan na: 31-05-2017) |      |                          |

## Stadion
Klub rozgrywa swoje mecze domowe na Campo di Marte w Neapolu.